# Die Satansweiber von Tittfield
Die Satansweiber von Tittfield (Originaltitel: Faster, Pussycat! Kill! Kill!) ist ein in Schwarz-Weiß gedrehter US-amerikanischer Spielfilm von Russ Meyer aus dem Jahre 1965. Diese Low-Budget-Produktion kann dem Genre des Exploitationfilms zugerechnet werden. Obwohl im Film keine Nacktdarstellungen zu sehen sind, frönt Meyer mit der Auswahl seiner Darstellerinnen auch hier seiner Vorliebe für vollbusige Frauen. Der Film gewann seit den 1980er-Jahren durch seine Thematisierung weiblicher Dominanz einen gewissen Kultstatus.

## Handlung
Zu Beginn des Films ist eine schwarze Leinwand mit den Lichttonspuren eines Sprechers aus dem Off zu sehen, der mit sonorer Stimme einen Prolog zum Film über das Thema „Frauen und Gewalt“ vorträgt.
Danach sieht man die drei Hauptdarstellerinnen, die Stripperinnen Varla, Rosie und Billie, beim Tabledance in einem Nachtclub vor johlendem Publikum. Anschließend fahren Varla, Rosie und Billie in ihren Sportwagen durch die Wüste. Ein Streit unter den drei Frauen charakterisiert ihre Rollen: Varla ist die mit Galgenhumor ausgestattete Anführerin der Gruppe, Rosie ist ihre leicht reizbare, anscheinend in einer lesbischen Beziehung zu ihr stehende Freundin, während Billie das blonde, nymphomane Partygirl ist.
An einem einsamen Autorennplatz in der Wüste treffen sie auf das junge Paar Linda und Tommy. Tommy wird zu einem Rennen gegen die drei Stripperinnen herausgefordert. Als Tommy während des Rennens angeblich Varlas Wagen schneidet, gerät diese in Zorn. Varla und Tommy prügeln sich und Varla tötet Tommy, indem sie ihm das Genick bricht. Die drei Mädchen setzen ihre Fahrt mit der hysterischen Linda fort, die von Varla unter Drogen gesetzt wurde. An einer Tankstelle sehen sie einen alten, gehbehinderten Mann, der von seinem Sohn getragen wird. Sie erfahren, dass der Mann seit einem Unfall, bei dem er ein Mädchen vor einem heranfahrenden Zug retten wollte, behindert ist und mit seinen Söhnen, dem zurückgebliebenen „Blumenkohl“ (in der Originalversion: „The Vegetable“) und dem introvertierten Bücherwurm Kirk, auf einer einsamen Farm in der Wüste lebt. Große Mengen Geld aus der Schadensersatzleistung einer Versicherung sollen sich dort befinden. Varla und die anderen Mädchen schleichen sich unter einem Vorwand auf der Farm ein, um an das Geld zu kommen.
Als der Alte Linda nach dem Leben trachtet, weil sie ihn an das Mädchen erinnert, das er vergeblich zu retten versuchte, und Billie versucht, „Blumenkohl“ zu verführen, kulminieren die Gewaltereignisse: Da Billie nicht mehr einverstanden mit den Taten ihrer Freundinnen ist, wird sie von Varla mit einem Messer erstochen. Kurz darauf überfahren Varla und Rosie den alten Mann, der das Geld im Rollstuhl versteckt hat, mit ihrem Sportwagen. „Blumenkohl“ zieht das Messer aus Billies Rücken und tötet damit Rosie. Varla versucht, „Blumenkohl“ mit ihrem Porsche an einer Wand zu zerquetschen, was er mit übermenschlichen Kräften noch verhindern kann. Varla schnappt sich den Pickup der Farmer, um mit ihm Kirk und Linda zu verfolgen, die zu Fuß zu fliehen versuchen, und stellt sie. Es kommt zum Kampf zwischen Kirk und Varla. Als Kirk beinahe unterlegen ist, setzt sich Linda ans Steuer des Pickup und überrollt Varla. Kirk sagt in der Schlussszene zu Linda, neben der toten Varla stehend: „Sie hatte nichts Menschliches.“

## Entstehungsgeschichte
Nachdem Meyer seinen Film Motorpsycho abgedreht hatte, entschloss er sich, einen neuen Film mit umgekehrter Ausgangssituation zu machen: Statt drei Motorradrockern sollten es drei wildgewordene Frauen sein, die ihre Umgebung in Angst und Schrecken versetzen. Meyer engagierte den Autor Jack Moran, für seine Geschichte ein Drehbuch zu verfassen. Moran, ein Alkoholiker mit Vorliebe für scharfzüngige Dialoge, schloss sich in ein Hotelzimmer ein und erstellte innerhalb von vier Tagen das gewünschte Skript mit dem Titel The Leather Girls.
Seine Hauptdarstellerinnen fand Meyer in der Stripperin Haji, die bereits mit ihm gedreht hatte, für die Rolle der Rosie und in Lori Williams, einer 18-jährigen Schauspielerin, die bereits in mehreren Elvis-Filmen zu sehen war, für die Rolle der Billie. Durch eine Anzeige in Variety fand Meyer die Darstellerin der Varla: Die Stripperin Tura Satana, nach ihren Angaben halb japanischer, halb cherokee-indianischer Herkunft, hatte Erfahrung im Kampfsport und war für Meyer durch ihre äußere Erscheinung die Idealbesetzung für die dunkle Anführerin.
Mit einem Budget von 46.000 Dollar begannen die Dreharbeiten. Nachdem die Nachtclub-Sequenz im Pussycat Club in Van Nuys gedreht worden war, zog die Crew weiter in die Mojave-Wüste, wo in der Nähe des Lake Isabella die Beinahe-Geisterstädte Randsburg und Johannesburg als Schauplätze dienten. Die Farm des alten Mannes war die Ranch eines Freundes von Meyer, in der später auch Aufnahmen für Meyers nächsten Film, die Mondo-Mockumentary Mondo Topless, gemacht wurden.
Die Dreharbeiten gestalteten sich recht einfach, sodass Meyer, der ansonsten stets die volle Kontrolle über seinen Film behalten wollte, seinen Darstellern sogar erlaubte, zu improvisieren. Lediglich die 16-jährige Darstellerin der Linda, Susan Bernard, die aus einer Hollywood-Schauspielerfamilie stammt und mit ihrer Mutter zum Drehort gekommen war, kam mit der überheblichen Art der beiden älteren Hauptdarstellerinnen nicht zurecht. Probleme hatte Meyer auch mit Satana, die mit ihm in einen Streit über die Gestaltung einer Szene geriet und sich beinahe die Hand brach, als sie dabei wütend gegen eine Wand schlug. Meyer sagte über seine Hauptdarstellerin: „Sie war großartig. Sie arbeitete hart, machte ihre eigenen Stunts, und sie war kräftig, sie half uns, die Ausrüstung zu schleppen. Aber sie hatte auch ihren eigenen Kopf, war daran gewöhnt, dass die Dinge so liefen, wie sie es sich vorstellte.“
Von allen Beteiligten wird die Geschichte kolportiert, dass Satana sich geweigert habe, drei Wochen am Drehort zu verbleiben, wenn sie keinen Sex haben dürfe. Der Kameraassistent wurde schließlich dazu ausersehen, Satana jede Nacht zur Befriedigung ihrer Bedürfnisse zu dienen, und Meyer nahm schweren Herzens von seiner Maxime „Kein Sex während der Dreharbeiten“ Abstand.
Dass die Beziehung zwischen Varla und Rosie mit eindeutig lesbischen Untertönen angelegt war, hatte Meyer seinen Schauspielerinnen bis zum Dreh verschwiegen, weil er fürchtete, sie könnten deswegen vom Projekt abspringen.
Der englische Originaltitel wurde schließlich in Anlehnung an den zur selben Zeit erfolgreichen Film What’s new, Pussycat? gewählt.

## Rezeption und Nachwirkung
Als der Film in die Kinos kam, war er ein totaler Misserfolg. Die Handlung war selbst dem angezielten männlichen Publikum zu extrem, das sich auch an den lesbischen Untertönen störte. Darüber hinaus waren Schwarzweißfilme aus der Mode geraten.
Soweit die Kritik überhaupt Notiz vom Film nahm, lobte sie die Ausbeute der begrenzten Mittel durch Meyer. Louis Black schrieb: „Einer der unerbittlichsten Filme vom unerbittlichsten Filmemacher. Ein staubiger, gewalttätiger Film, (…) ein echt gemeiner Meyer.“ Variety urteilte: „Dass Meyer ein filmemacherisches Talent hat, das eigentlich größere und stärkere Filme verdient hätte, ist offensichtlich. Sein Sinn für das Visuelle ist herausragend, ebenso sein szenischer Aufbau (…). Meyers Schnitt ist lustvoll und auf Hochglanz poliert, was dem Film, zustande gekommen ohne offensichtliche Spielereien der Postproduction, zu einwandfreiem Tempo und Nachdruck verhilft. Alles, was er braucht, ist ein besseres Drehbuch und erfahrenere Schauspieler.“
Der film-dienst kritisierte die „haarige Geschichte“, die mit Dialogen ausgeschmückt sei, „deren rüder Jargon einem Italo-Western alle Ehre machen würde“. Meyer lasse seine Darstellerinnen lediglich „mit den Hüften wackeln und lüsterne Posen einnehmen“. Der Film sei „primitiv heruntergekurbelt, eine üble Mischung aus Sex-Protzerei und Kraftmeiertum“.
Auch der Evangelische Filmbeobachter lässt kein gutes Haar an dem Streifen: „Die geschilderten Szenen in diesem widerwärtigen Film können in ihrer verrohenden Wirkung einer Entwicklung Vorschub leisten, die wieder brutale KZ-Schläger heranbildet. Schon allein wegen seiner antihumanen Haltung muß der Film strikt abgelehnt werden.“
1995 würdigte Roger Ebert den Film als weibliche Version des Actionfilms: „Was das Publikum anzieht, ist nicht der Sex und nicht einmal die Gewalt, sondern das Bild von starken Frauen als einer Pop-Art-Fantasie, auf einem hohen Energielevel auf Film gebannt und auf eine Weise aufgebauscht, die bizarr und unnatürlich erscheint, bis man sich klarmacht, dass Arnold Schwarzenegger, Sylvester Stallone, Jean-Claude Van Damme und Steven Seagal im Prinzip ebenfalls solche Charaktere spielen. Natürlich ohne die Büstenhalter.“
In ihrem Buch X – Porno für Frauen beschreibt Erika Lust den Film als „einen der legendärsten Filme“ Russ Meyers und als „Orgie der Verfolgungsjagden“. Nach ihrer Betrachtung gibt es in der schlechten Handlung keinen erkennbaren Sinn, jedoch schreibt sie: „Russ Meyers Kino will, dass wir uns an der Action und an den Frauen erfreuen, die sich am Leiden anderer ergötzen und so böse sind, wie es bisher in den Filmen nur die Männer waren.“ Diese „knallharten Mädchen mit atemberaubenden Dekolletés“ können ihrer Ansicht nach als „die ersten Vertreterinnen einer feministischen Revolution im Kino“ bezeichnet werden.
Chris Hicks hingegen sprach sich ebenfalls 1995 gegen eine Überbewertung des Films aus: „Die Geschichte ist so lächerlich und die Schauspielerei so schlecht, dass man nicht den Fehler machen darf, den Film für etwas anderes zu halten als das, was er ist: ein Turkey!“ Das Heyne Filmlexikon urteilte 1996: „Comic-strip-artige Horrorkomödie, die sexuelle Phantasien zugleich karikiert und bedient, und männliches Macho-Gehabe in maßlosen Überspitzungen so richtig lächerlich macht.“
Der Film fand in den 1980er-Jahren seinen Weg in die Programmkinos. Die Darstellung dominanter, unabhängiger Frauen begeisterte auch das weibliche Publikum mehr und mehr. 1995 wurde der Film für die amerikanischen Kinos wiederveröffentlicht, und 2002 tourten die drei Hauptdarstellerinnen durch Europa, um den Film als Retrospektive zu bewerben.
Kultregisseur Quentin Tarantino ließ sich von dem Film für sein Werk Death Proof inspirieren.

## Filmanalyse

### Ein Mikrokosmos der Gewalt
Meyer bekräftigte stets, dass er seine Filme aus kommerziellen Gründen drehte und nicht, um sich künstlerisch auszudrücken. Meyer schafft es aber in Die Satansweiber von Tittfield, durch die Beschränkung der Handlung auf sexuelle Konnotationen und Gewaltakte eine eigene filmische Welt zu kreieren, in der die Figuren die Motivation für ihr Handeln nicht nach moralischen Maßstäben finden, sondern nur noch ihr Recht aufs Überleben und auf Triebbefriedigung durchsetzen. Die Figuren sind dabei so überzeichnet, dass sie, so Myron Meisel, „keine Persönlichkeit, (…) nur Attribute“ haben. David K. Fraisier ergänzt: „Man bekommt niemals den Eindruck, dass es außerhalb dieses emotional höchst aufgeladenen Mikrokosmos noch eine andere Welt gibt. Die opernhaften (…) Leidenschaften von Meyers Charakteren sind so groß wie die physische Ausstattung der Frauen; so groß, dass sie die geringeren Emotionen der Realität überschatten.“
Varla steht in den Beweggründen für ihr Handeln sinnbildlich für das „Alles oder Nichts“. Sie sagt zu Kirk, als er sie fragt, was sie will: „Alles – oder zumindest soviel ich bekommen kann.“
Wesentlichen Anteil an dieser existentiellen Beschränkung des Films hat Morans Drehbuch, das, abgesehen von den schlüpfrigen Einzeilern, in bitterernstem Ton und frei von Ironie die Handlung bis zur letzten Konsequenz vorantreibt, nämlich dass am Ende fünf der acht Hauptfiguren tot sind.

### Ikonen für Popkultur und Gesellschaft
Meyer stellt die Konventionen des Filmmelodrams der 1950er-Jahre bloß, indem er sie auf den Kopf stellt: Die Werte der Familie sind nicht mehr existent, und die traditionellen Geschlechterrollen sind getauscht worden: Die Männer sind es, die sich in der vertrauten Umgebung des Heims aufhalten, die Frauen hingegen sind die aktiven Handlungsträger, die sich auf freier Wildbahn austoben. Nicht einmal in der einzigen Szene, in der die Darstellerinnen eine traditionelle Frauenrolle bedienen, beim Tanz im Nachtclub, entsprechen sie dem Bild des passiven Weibchens, sondern wirken bereits da, betont durch Schnitt, Musik und Ausleuchtung, aggressiv und nicht beherrschbar.
Tura Satana sagt dazu: „Wir waren die ersten, die die Frauen in die Freiheit entlassen haben.(…) Im Grunde hat unser Film den Leuten gezeigt: (…) Du kannst anders und trotzdem feminin sein.“ John Waters, ein glühender Verehrer des Films, berichtet über seine Faszination, als er ihn zum ersten Mal sah: „Ich war komplett hin und weg. Ein Drama über eine lesbische Redneck-Killerin, und, weil es in schwarzweiß war, irgendwie künstlerisch. Sie waren mörderische, sexbesessene Lesben, und das war genau meine Kragenweite. Das waren Feministinnen, aber irgendwie auf die Las-Vegas-Art.“

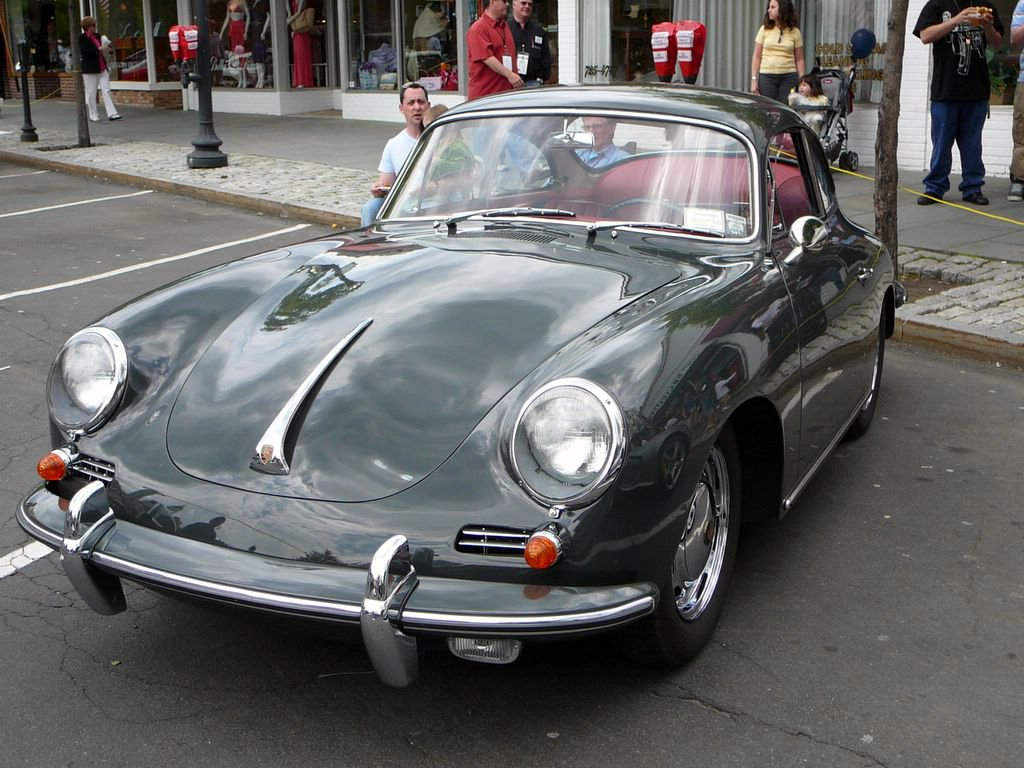
Der Porsche 356 C, ähnlich diesem Coupé, den Tura im Film fuhr, stammte aus Meyers Privatbesitz

Besonders Tura Satana wurde zum Sinnbild reizvoller weiblicher Dominanz. Ihr ganz in schwarz gehaltenes Outfit mit schwarzem, tief ausgeschnittenem Top, hautengen Jeans, Lederstiefeln, Ledergürtel und Lederhandschuhen, dazu Zigarillos rauchend und einen schwarzen Porsche fahrend, wurde zum Vorbild für viele Künstlerinnen von Madonna bis zu den Spice Girls, um ein ähnliches Image zu kreieren.
Die Referenzen in der Populärkultur auf den Film sind vielfältig: 1983 nahm die Rockband The Cramps den Titelsong in einer Psychobilly-Version auf, was dem Film zusätzliche Popularität brachte. Ebenfalls in den 1980er-Jahren benannte sich die Rockband Faster Pussycat nach dem Film, in den 1990ern die Band Tura Satana nach der Hauptdarstellerin.
In den 1990er-Jahren entdeckte die Lesbenbewegung den Film als Symbol eines starken lesbischen Selbstbewusstseins. Die amerikanische Filmwissenschaftlerin B. Ruby Rich deutete den Mord an Tommy als aggressiven Ausdruck lesbischer Identität: Tommy und Linda seien als Paar das Symbol für die normative Heterosexualität, zwei Spießer, von denen zumindest der Mann der lesbischen Dominanz zum Opfer fallen muss. Konsequenterweise sei die einzige explizit heterosexuell dargestellte der Stripperinnen, Billie, den beiden anderen unterlegen: Sie ist die unzuverlässige von den dreien, hat neben ihrer Männergier einen Hang zu Alkohol und anderen Drogen und ist auch die erste der Frauen, die sterben muss.

### Filmische Mittel

#### Licht, Kamera und Schnitt
Die Satansweiber von Tittfield war Meyers letzter Film in Schwarzweiß. Meyer äußerte sich später: „Wir hätten den Film in Farbe drehen sollen, aber damals sparte man, wo man konnte.“ Die Schwarzweiß-Fotografie kam jedoch der Stimmung des Films zugute: Meyer nutzte die mondartige Landschaft der Mojave-Wüste und das natürliche Sonnenlicht und seine Reflexe, um Bilder mit hohem Kontrast zu drehen. Seine bevorzugten Drehzeiten waren aufgrund der dafür notwendigen tiefen Sonnenstände früh morgens oder am späten Nachmittag.
Um trotz des geringen Budgets attraktive Bilder gestalten zu können, setzte Meyer auf ungewöhnliche Kamerastellungen, oft aus einem sehr tiefen Blickwinkel, um die Darstellerinnen noch größer, voluminöser und bedrohlicher wirken zu lassen.
Meyer, dem bis zu den Satansweibern eine Nachbearbeitung von Ton und Bild fremd war, entdeckte während der Dreharbeiten ein technisches Mittel, um seine Schnittfrequenz drastisch zu erhöhen: Durch Verwendung einer 2-Spur-Tonmaschine hatte er erstmals die Möglichkeit, Dialoge von der einen in die nächste Einstellung überlappen zu lassen und somit rasante Schnittfolgen zu verwirklichen, die dem Film ein hohes Tempo geben.

#### Ton und Musik
Der Ton, aufgrund der technischen Beschränkungen original am Drehort aufgenommen, wurde lediglich um einige kleine, aber wirkungsvolle Details erweitert, etwa um das Knacken einer Walnuss, als Varla Tommy das Genick bricht.
Die Musik wurde im für Meyer typischen Stil produziert: Meyer mietete für die Komponisten und Musiker (darunter Bert Shefter) für einige Stunden ein Tonstudio, wo dann der in großen Teilen improvisierte, typisch für die 1960er-Jahre blasinstrumentenlastige Soundtrack eingespielt wurde. Den Titelsong Run Pussycat Run spielte und sang die imaginäre Beatgruppe „The Bostweeds“, die aus den Studiomusikern und dem Sänger Rick Jarrard – dem späteren Produzenten unter anderem von Jefferson Airplane – bestand.